# شينييري كالو
شينييري كالو (بالإنجليزية: Chinyere Kalu)‏ وهي أول امرأة تصبح طيارة في نيجيريا. شغلت منصب رئيسة الجامعة وكبيرة المدربين في الكلية النيجيرية لتكنولوجيا الطيران في الفترة ما بين تشرين الأول / أكتوبر 2011 وشباط / فبراير 2014.

## حياتها
نشأت كالو، وهي من مواطني ولاية أوكوا الشرقية في ولاية أبيا، شرق نيجيريا، تحت رعاية أمها بعد انفصالها عن والدها. نشأت كالو في عائلة كبيرة. قررت كالو أن تبدأ حياتها المهنية في مجال الطيران بسبب عمتها المغامرة. حصلت على تعليمها المدرسي الابتدائي في مدرسة أنغليكان جيرلز غرامر، يابا، ولاية لاغوس، قبل أن تتدربت كطيارة خاصة في عام 1978 في الكلية النيجيرية لتكنولوجيا الطيران، زاريا. ثم أخذت العديد من دورات الطيران والنقل في المملكة المتحدة والولايات المتحدة قبل أن تحصل على رخصتها في مجال الطيران في 20 مايو 1981، من الكلية النيجيرية لتكنولوجيا الطيران. في أكتوبر 2011 ، عينها الرئيس غودلاك جوناثا رئيسة للجامعة وكبيرة المدربين في الكلية النيجيرية لتكنولوجيا الطيران. في فبراير 2014 ، خلفها الكابتن صموئيل كولكريك.

## تكريمها
وهي عضوة في قاعة المشاهير للمرأة الناجحة في نيجيريا، وأيضا عضوة في وسام جمهورية نيجيريا الاتحادية التي تم منحها إياها في عام 2006.